# Секст Квинтилий Вар (консул 453 года до н. э.)
Секст Квинтилий Вар (лат. Sextus Quinctilius Varus) — римский государственный деятель. Происходил из рода Квинтилиев Варов, в 453 году до н. э. первым из своего рода стал консулом. Его коллегой был Публий Куриаций Фист Тригемин. Во время консульства Вар умер от чумы. Больше о нём ничего неизвестно.